# Randolph Churchill
Randolph Churchill (født 28. maj 1911, død 6. juni 1968) var en britisk journalist, forfatter og medlem af parlamentet for Det Konservative Parti. Han var søn af Winston Churchill.